# Enola Holmes
Enola Holmes är en amerikansk-brittisk mysteriefilm från 2020. Den är regisserad av Harry Bradbeer, med manus skrivet av Jack Thorne. Filmen är baserad på novellerna The Enola Holmes Mysteries av Nancy Springer. 
Filmen var planerad att släppas av Warner Bros. på biografer, men på grund av COVID-19-pandemin tog distributionsrättigheterna över av streamingtjänsten Netflix där den hade premiär den 23 september 2020.
Uppföljaren Enola Holmes 2 hade premiär den 4 november 2022.

## Rollista (i urval)
| - Millie Bobby Brown – Enola Holmes - Henry Cavill – Sherlock Holmes - Sam Claflin – Mycroft Holmes - Helena Bonham Carter – Eudoria Holmes - Louis Partridge – Tewkesbury - Burn Gorman – Linthorn - Adeel Akhtar – Lestrade - Susan Wokoma – Edith | - Hattie Morahan –Lady Tewkesbury - David Bamber – Sir Whimbrel - Frances de la Tour – The Dowager - Claire Rushbrook – Mrs. Lane - Fiona Shaw – Miss Harrison - Gaby French – Seamstress - Paul Copley – Station Master - Ellie Haddington – Miss Gregory |